# Сумрак сага (филмски серијал)
Сумрак сага (енгл. The Twilight Saga) серијал је од пет љубавно-фантастичних филмова на тему вампира. Темељи се на четири романа које је издала ауторка Стефени Мајер. У филмовима играју Кристен Стјуарт, Роберт Патинсон и Тејлор Лаутнер. Зарадио је преко 3,4 милијарне долара широм света. Први део, Сумрак, издат је 21. новембра 2008. Други део, Млад месец, издат је 20. новембра 2009, обарајући рекорде бокс-офиса као највеће поноћне пројекције и дан отварања у историји, са процењеном зарадом од 72,7 милиона америчких долара. Трећи део, Помрачење, издат је 30. јуна 2010. године, и први је у серијалу издат у IMAX-у.
Серијал се развијао од 2004. у Paramount Pictures-у, за то време је написана екранизација романа Сумрак која се значајно разликовала од романа. Три године касније, Summit Entertainment стекао је права на филм. Након што је Сумрак зарадио 35,7 милиона америчких долара првог дана издања, Summit Entertainment најавио је да су започели продукцију филма Млад месец; раније истог месеца стекли су права на преостале романе. Дводелна адаптација романа Праскозорје почела је с снимањем у новембру 2010. са 18. новембром 2011. и 16. новембром 2012. године као датумима издања. Српски дистрибутер филмова је Tuck Vision.

## Филмови

### Сумрак(2008)
Сумрак је режирала Кетрин Хардвик и написала га је Мелиса Розенберг. Фокусира се на развоју личног односа између тинејџерке Беле Свон (Кристен Стјуарт) и вампира Едварда Калена (Роберт Патинсон), те каснијим настојањима Едварда и његове породице да заштите Белу од одвојене групе непријатељских вампира. Едвард одбија да удовољи Белином захтеву да је претвори у вампира како би могли заувек бити заједно, тврдећи да би требало да има нормалан људски живот.

### Сумрак сага: Млад месец(2009)
Сумрак сага: Млад месец режирао је Крис Вајц и написала га је Мелиса Розенберг. Филм прати одлазак Каленових из Форкса и пад Беле Свон у дубоку депресију. Ова депресија траје све док Бела не развије чврсто пријатељство са Џејкобом Блеком (Тејлор Лаутнер). Она последично открива да је Џејкоб невољно постао вукодлак. Џејкоб и његово племе морају заштитити Белу од Викторије и стада вампира. Едвард каже Бели да ће је претворити у вампира ако пристане да се уда за њега.

### Сумрак сага: Помрачење(2010)
Сумрак сага: Помрачење је режирао Дејвид Слејд и написала га је Мелиса Розенберг. Филм прати Белу Свон како развија свест о могућим компликацијама удаје за вампира. Џејкоб Блек и остали вукови склапају привремени савез са Каленовима како би се борили против Викторије и њене армије новорођених вампира, како би одржали Белу на сигурном. Џејкоб неуспешно покушава да убеди Белу да напусти Едварда и уместо њега буде са њим. Едвард запроси Белу и она то прихвати.

### Сумрак сага: Праскозорје — 1. део(2011)
Сумрак сага: Праскозорје — 1. део је режирао Бил Кондон и написала га је Мелиса Розенберг. Први део прати Белу и Едварда како се венчају и Бела остаје трудна. Баве се њеном борбом током трудноће и скоро умре због свог полуљудског, полувампирског детета.

### Сумрак сага: Праскозорје — 2. део(2012)
Сумрак сага: Праскозорје — 2. део је режирао Бил Кондон и написала га је Мелиса Розенберг. Други део прати врхунац односа Беле и Едварда. Бела мора, као новопреображени вампир, научити да користи своје посебне моћи штита, као и да штити своју полуљудску полувампирску ћерку, Ренесме. Филм такође приказује последњу битку између Каленових, заједно са вампирима из клана Денали, и других пријатеља вампира, као и вукова из племена Квиленте, против Волтурија.